# Đoạn Henry
Đoạn Henry, tên khoa học Tilia henryana, là một loài thực vật có hoa trong họ Cẩm quỳ. Loài này được Ignaz von Szyszylowicz miêu tả khoa học đầu tiên năm 1891.

## Phân loài
- Tilia henryana var. henryana
- Tilia henryana var. subglabra V.Engler